# Historia temprana del mercado de capitales
La historia temprana del mercado de capitales se refiere a uno de los periodos más importantes en la historia del mercado de capitales y las inversiones de riesgo. Dos sub-industrias distintas, las de compras apalancadas y capital de riesgo han experimentado un crecimiento paralelo dentro de la industria más amplia de las inversiones de capital.
Los orígenes de la industria de la inversión de capital moderna se remontan a 1946 con la formación de las primeras firmas de capital de riesgo. El periodo de treinta y cinco años entre 1946 y  el fin de los años 70 estuvo caracterizado por volúmenes relativamente pequeños de inversión de riesgo privada, organizaciones de inversión rudimentarias y conocimiento limitado de la industria de inversiones de capital.

## Prehistoria
La adquisición de negocios y la inversión de capital en compañías privadas existen desde el albor de la Revolución Industrial. Los bancos comerciales en Londres y París financiaron intereses industriales en los años 1850. Crédit Mobilier, por ejemplo, fue fundado en 1854 por Jacob e Isaac Pereire y junto con Jay Cooke, basado en Nueva York, financió el Ferrocarril Transcontinental de los Estados Unidos. Jay Gould también adquirió, fusionó, y organizó ferrocarriles y compañías de telégrafo en la segunda mitad del siglo XIX, incluyendo Western Union, Erie Railroad, Unión Pacific y Misuri Pacific Railroad.
Más tarde, J. P. Morgan & Co.. de J. Pierpont Morgan, financiaría ferrocarriles y otras compañías industriales a través de los Estados Unidos. En ciertos aspectos, adquisición por parte de J. Pierpont Morgan en 1901 de la Compañía de Acero Carnegie de Andrew Carnegie y Henry Phipps por 480 millones de dólares representa la primera adquisición verdaderamente importante como se conciben hoy en día.
Debido a las restricciones estructurales impuestas a los bancos americanos por la ley Glass–Steagall y otras regulaciones de la década de 1930, en los Estados Unidos no hubo una industria de banca comercial privada, una situación que era excepcional en los países desarrollados. Fue sólo en la década de 1980, cuando Lester Thurow, un economista notable, criticó la incapacidad del marco de regulacion financiera en los Estados Unidos para apoyar bancos comerciales. Los bancos de inversión de los EE. UU. estaban limitados principalmente a la asesoría, manejo de fusiones y adquisiciones y colocaciones de capital y bonos de deuda. Los bancos de inversión más tarde se introducirían en este espacio, aunque mucho tiempo después que las empresas independientes estuviesen ya bien estableciadas.
Con pocas excepciones, el capital privado en la primera mitad del siglo XX era dominio de personas y familias ricas. Los Vanderbilt, los Whitney, los Rockefeller y los Warburg fueron inversores notables en empresas privadas en la primera mitad del siglo. En 1938, Laurance S. Rockefeller ayudó a financiar la creación tanto de Eastern Air Lines como de Douglas Aircraft y la familia Rockefeller tenía amplia participación en una variedad de empresas. Eric M. Warburg fundó E. M. Warburg & Co. en 1938, que se convertiría en Warburg Pincus, con inversiones en adquisiciones apalancadas y capital de riesgo.

## Orígenes del capital privado moderno
Recién después de la Segunda Guerra Mundial que aparecieron las inversiones de capital privadas, signadas por la fundación de las dos primeras empresas de capital de riesgo en 1946: American Research and Development Corporation (ARDC) y J.H. Whitney & Company.
ARDC fue fundada por Georges Doriot, el "padre de capitalismo de riesgo" (anteriormente decano de la Escuela de Negocios de Harvard), con Ralph Flanders y Karl Compton (anteriormente presidente anterior del MIT), para alentar inversiones del sector privado en los negocios administrados por soldados que regresaban de la Segunda Guerra Mundial. La importancia de ARDC es principalmente que fue la primera inversora institucional de capital privado que colectó fondos de otras fuentes que las familias ricas. ARDC amerita haber haber protagonizado el primer caso importante de éxito de capital de riesgo cuando en 1957 invirtió 70.000 dólares en  la Empresa de Equipamiento Digital (DEC), que sería valuado en más de 355 millones de dólares después de la oferta pública inicial de la compañía en 1968 (representando un retorno de más de 500 veces su inversión inicial y una tasa de retorno anualizada de 101%. Antiguos empleados de ARDC luego fundarían varias prominentes empresas de capitales de riesgo como Greylock Asociadoss (fundada en 1965 por Charlie Waite y Bill Elfers) y Morgan, Holland Inversiones, el predecesor de Flagship Inversiones (fundada en 1982 por James Morgan). ARDC Continuó invirtiendo hasta 1971, con la jubilación de Doriot. En 1972, Doriot fusionó ARDC con Textron después de haber invertido en más de 150 compañías.
J. H. Whitney & Compañía fue fundada por John Heno Whitney y su socio Benno Schmidt. Whitney había estado invirtiendo desde la década de 1930, fundando Pioneer Picture en 1933 y adquiriendo un 15% de Technicolor con su primo Cornelius Vanderbilt Whitney. Por lejos, la inversión más conocida de Whitney fue la Empresa de Comidas de la Florida. La compañía, habiendo desarrollado un método innovador para ofrecer nutrición a los soldados americanos, más tarde llegó a ser conocida como jugo de naranja Minute Maid y fue vendida a Coca-Cola en 1960. J. H. Whitney & Compañía siguió haciendo inversiones en transacciones apalancadas y colectó 750 millones de dólares para su sexto fondo institucional privedoprivada en 2005.
Antes de la Segunda Guerra Mundial, las inversiones de capital de riesgo (originalmente conocidas como "capital de desarrollo") era principalmente limitadas al ámbito de las familias y los individuos ricos. Uno de los primeros pasos hacia una industria de capital de riesgo administrada profesionalmente fue la aprobación del Acta de Inversión de Pequeños Negocios de 1958. El acta de 1958 permitió oficialmente a la Agencia Federal de Pequeños Negocios (SBA) autorizar "Compañías de Inversión de Pequeños Negocios" (SBICs) para ayudar a la financiación y administración de las compañías de pequeños emprendedores en los Estados Unidos. La aprobación del Acta encauzó las preocupaciones recogidas en un informe de la Junta de la Reserva Federal enviado al Congreso que concluía que había un vacío importante entre los mercados de capitales para financiar mercados de largo plazo y aquellos orientados al crecimiento de negocios pequeños. Además, se suponía que el fomento a los emprendedores espolearía avances tecnológicos para competir contra la Unión soviética. Facilitando el flujo de capital a través de la economía hacia las preocupaciones de los pequeños pioneros para estimular la economía de los EE. UU. era y todavía es el objetivo principal del Programa SBIC. El Acta de 1958 proveyó a las empresas de capital de riesgo, ya sea estructuradas como SBICs o como Empresa de Inversión en Pequeños Negocias (MESBICs), el acceso a fondos federales que podrían ser apalancados en una proporción de hasta 4:1 en comparación con fondos de inversión privados. El éxito de los esfuerzos Agencia Federal de Pequeños Negocios se ve principalmente en el grupo de inversores profesionales de capital privado que el programa desarrolló  limitando las regulaciones rígidas en el rol de las SBICs. En 2005, el SBA redujo significativamente redujo su programa SBIC, aun así las SBICs continúan haciendo inversiones de fondos privados.

## Capital de riesgo temprano y el crecimiento de Silicon Valley (1959 - 1981)

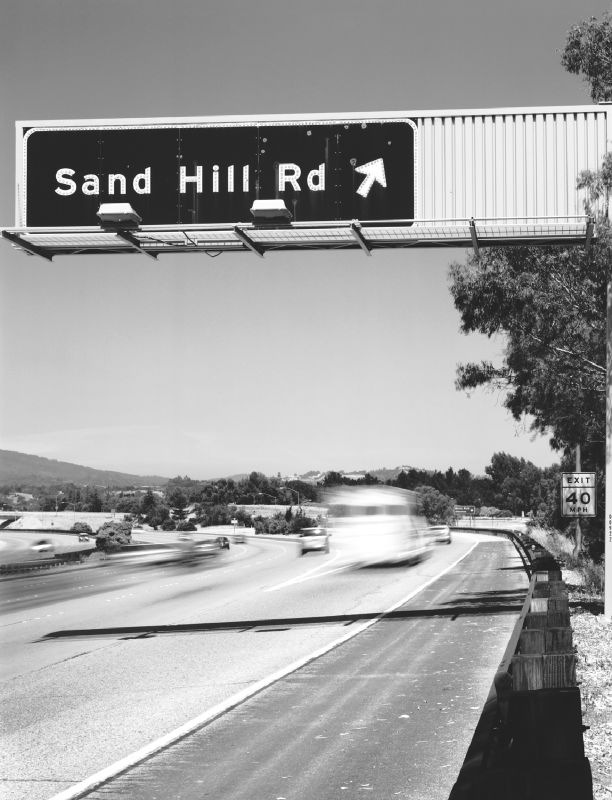
Una salida de autopista que dirige a Sand Hill Road en Menlo Park, California, donde están basadas muchas empresas de capital de riesgo de Bay Area.

Durante las décadas de 1960 y 1970, las empresas de capital de riesgo centraron su actividad de inversión en compañías que estaban arrancando o expandiéndose. Frecuentemente, estas compañías explotaban innovaciones en electrónica, medicina o tecnología de procesamiento de datos. Como resultado, capital de riesgo devino casi sinónimo de financiamiento de tecnología.
Se señala usualmente que la primera empresa respaldada por capital de riesgo fue Fairchild Semiconductor (que produjo el primer circuito integrado comercializable), fundada en 1959 por lo que más tarde sería Venrock Associates. Por su parte Venrock fue fundada en 1969 por Laurance S. Rockefeller, el cuarto de los seis hijos de John D. Rockefeller, como una manera de permitir a los otros hijos de Rockefeller aventurarse a inversiones de capital de riesgo.
Fue también en la década de 1960 que emergió la forma normal del mercado de capitales privado, en uso todavía hoy. Empresas de capital privado organizaron sociedades limitadas para sostener las inversiones en las cuales los inversores profesionales sirvieron como socio general y los inversores, que eran socios pasivos, contribuían con el capital. La estructura de compensación, todavía en uso, emergió también con socios limitados pagando un coste de administración anual de 1-2% y un beneficio devengado típicamente representando hasta 20% de los beneficios de la sociedad.
Una temprana compañía de capital de riesgo  de la costa oeste de los Estados Unidos fue la compañía de Inversión Draper & Johnson, formada en 1962 por William Henry Draper III y Franklin P. Johnson Jr.. En 1964 Bill Draper y Paul Wythes fundaron Sutter Hill Ventures y Pitch Johnson formó la Asset Management Company.
El crecimiento de la industria de capitale de riesgo estuvo alimentado por la aparición de empresas de inversión independientes en Sand Hill Road, empezando con Kleiner, Perkins, Caufield & Byers y Secuoia Capital en 1972. Ubicada en Menlo Park, California, Kleiner Perkins, Secuoia y otras empresas de capital de riesgo más tardías verían el florecimiento de las industrias tecnológicas de en el área. Hacia el comienzo de la década de 1970  había muchas compañías de semiconductores establecidas en el Valle de Santa Clara así como tempranas empresas de computación que utilizaban sus dispositivos y también compañías de programación y de servicios. Durante la década de 1970 un grupo de empresas de capital privado se centró principalmente en inversiones de capital de riesgo, las que serían el modelo para las empresas de adquisición apalancada y de inversión de capital de riesgo que tendrían después. En 1973, con el número de nuevas empresas de capital de riesgo en crecimiento, los capitalistas de riesgo más importantes formaron la Asociación Nacional de Capital de Riesgo (NVCA, en inglés). La NVCA fue creada para servir como asociación comercial para la industria de capital de riesgo. Las empresas de capital de riesgo padecieron una recesión pasajera en 1974, cuando el mercado de valores colapsó y los inversores se volvieron naturalmente cautos hacia esta nueva variedad de fondo de inversión. No fue sino hasta 1978 que la industria del capital de riesgo experimentó su primer año importante de captación de fondos, cuando la industria recaudó aproximadamente 750 millones de dólares. Durante este período, también creció la cantidad de empresas de inversión de riesgo. Entre las empresas fundadas en este periodo, además de Kleiner Perkins y Secuoia, todavía continúan invertiendo activamente:
- TA Associates, una empresa de capital de riesgo (y más tarde de compras apalancadas) originalmente parte de la empresa de corretaje Tucker Anthony, fundada en 1968;
- Mayfield Fund, creada por el capitalista de riesgo pionero Tommy Davis en 1969;
- Apax Partners, el predecesor más temprano de la empresa de capital de riesgo Patricof & Co. Fue fundada en 1969 y posteriormente fusionada con el Multinational Management Group (fundado 1972) y más tarde con Saunders Karp & Megrue (fundada 1989);
- Menlo Ventures, cofundada por H. DuBose Montgomery en 1976;
- New Enterprise Associates, fundada por Chuck Newhall, Frank Bonsal y Dick Kramlich en 1978;
- Oak Investment Partners, fundada en 1978; y
- Sevin Rosen Funds creada por L. J. Sevin Y Ben Rosen en 1980.

El capital de riesgo jugó una función instrumental en el desarrollo de muchas de las compañías de tecnología importantes de la década de 1980. Algunas de la más notables inversiones de capital fueron realizadas en las siguientes compañías:
- Tandem Computers, un fabricante temprano de sistemas de computación, fundada en 1975 por Jimmy Treybig con fondos de Kleiner, Perkins, Caufield & Byers.[9]
- Genentech, una compañía de biotecnología, fundada en 1976 con capital de riesgo de Robert A. Swanson.[10][11]

- Apple Inc., diseñadora y fabricante de electrónica para usuarios, incluyendo la computadora Macintosh y años más tarde el iPod, fundada en 1978. En diciembre de 1980 Apple comenzó a operar en el marcado de valores. Su oferta de 4,6 millones de acciones de 22 dólares cada una se vendió en minutos. Una segunda oferta de 2,6 millones de acciones se vendió rápidamente en mayo de 1981.[12]
- Electronic Arts, distribuidora de computadoras y videojuegos, fundada en mayo de 1982 por Trip Hawkins, con una inversión personal estimada $200,000. Siete meses más tarde, en diciembre de 1982, Hawkins obtuvo 2 millones de dólares de capital de riesgo de Secuoia Capital, Kleiner, Perkins y Sevin Rosen Funds.[13]
- Compaq, 1982, fabricante de computadoras. En 1982, la empresa de capital de riesgo Sevin Rosen proveyó 2,5 millones de dólares para financiar el lanzamiento de Compaq, la cual finalmente crecería hasta ser uno de los fabricantes de computadoras personales más grandes antes de fusionarse con Hewlett Packard en 2002.[14]
- Federal Express, capitalistas de riesgo invirtieron 80 millones de dólares para ayudar a su fundador Frederick W. Smith a adquierir sus primeros aviones Dassault Falcon 20.[15]
- LSI Corporation fue financiada en 1981 con 6 millones de dólares por importantes capitalistas de riesgo, incluidos Secuoia Capital y Menlo Ventures. Una segunda ronda de financiamiento para un adicional de 16 millones de dólares fue completada en marzo de 1982. La empresa comenzó a cotizar en bolsa el 13 de mayo de 1983, obteniendo 153 millones de dólares, la oferta pública más grande hasta aquel momento para una empresa de tecnología.

## Historia temprana de las compras apalancadas (1955-1981)

### McLean Industrias y compañías de holding público
A pesar de que no son estrictamente fondos privada y ciertamente no fueron catalogados así en su momento, la primera compra financiada por terceros (leveraged buyout) puede haber sido la compra de Pan-Atlantic Steamship Company por parte de McLean Industrias, Inc., de Malcolm McLean, en enero de 1955 y de Waterman Steamship Corporation en mayo de 1955. Siguiendo las condiciones de las transacciones, McLean tomó prestado 42 millones de dólares y colectó un adicional 7 millones a través de la emisión de acciones preferentes. Cuándo el trato cerró, 20 millones del dinero en efectivo y de activos de Waterman fueron usados para cancelar $20 millones de la deuda de los préstamo. El nuevo consejo de administración elegido por Waterman votó entonces pagar un dividendo inmediato de $25 millones a McLean Industries.
Con un abordaje similar al empleado por McLean, el uso de compañías de capital abierto como vehículos de inversión para adquirir carteras de valores de inversiones en activos  corporativos devendrían una tendencia nueva en la década de 1960, popularizada tanto por Warren Buffett (Berkshire Hathaway) como por Victor Posner (DWG Corporation) y más tarde adoptado por Nelson Peltz (Triarc), Saul Steinberg (Reliance Insurance) y Gerry Schwartz (Onex Corporation). Estos vehículos de inversión utilizarían las mismas tácticas y apuntarían al mismo tipo de compañías. Realizarían compras financiadas por terceros de tipo tradicional y en muchas maneras podrían ser consideradas antecesores de las empresas de mercado de capitales más tardías. De hecho Posner es frecuentemente acreditado como quien acuñó la expresión "compra financiada por terceros" (leveraged buyout o LBO)
Posner, quién había hecho una fortuna en inversiones inmobiliarias en las décadas de 1930 y 1940, adquirió una participación importante en DWG Corporation en 1966. Habiendo obtenido el control de la compañía,  lo usó como un vehículo de inversión para ejecutar absorciones de otras compañías. Posner y DWG son quizás más conocidos por la absorción hostil de Sharon Steel Corporation en 1969, uno de las más tempranas absorciones en los Estados Unidos. Las inversiones de Posner eran generalmente motivadas por tasaciones atractivas y ciertos balances contables y flujos de capitales característicos. Debido a su carga de deuda alta, Posner y DWG generarían retornos atractivo pero altamente volátiles y finalmente la compañía terminaría con dificultad financiera. En 1987, Sharon Steel se acogió al Capítulo 11 de la Ley de Quiebras buscado protección.
Warren Buffett, quién es usualmente descripto como un inversor del mercado de valores más que un inversor de capital privado, empleó las mismas técnicas de Posner en la creación de su conglomerado Berkshire Hathaway. Más tarde realizaría inversiones de capital privado más tradicionales. En 1965, con el apoyo del consejo de administración de la compañía, Buffett asumió el control de Berkshire Hathaway. En la época de la inversión de Buffett, Berkshire Hathaway era una compañía textil; aun así, Buffett utilizó Berkshire Hathaway como un vehículo de inversión para hacer adquisiciones e inversiones minoritarias en docenas de compañías de seguro y reaseguro (GEICO) y diversas compañías incluyendo: American Express, The Buffalo News, Coca-Cola Company, Fruit of the Loom, Nebraska Furniture Mart y See's Candies. La inversión en valor de Buffett, focalizada en los ingresos y los flujos de dinero es una característica de los inversores de capital privado más tardíos. Buffett se distinguiría con relación a las prácticas más tradicional compras por parte de terceros a través de su rechazo a utilizar apalancamiento y técnicas hostiles en sus inversiones.

### Los pioneros del capital privado
La adquisición de Orkin Exterminating Company por parte de Lewis Cullman en 1964 está entre las primeras compras con capital de terceros. Aun así, la industria que es hoy descripta como la capital privado fue concebida por varios financistas, incluyendo a Jerome Kohlberg Jr. y más tarde su discípulo, Henry Kravis. Trabajando en ese entonces para Bear Stearns, Kohlberg y Kravis, junto con George Roberts, el primo de Kravis, empezaron lo que describieron como inversiones "empujadas". Apuntaron a negocios familiares, muchos de los cuales habían sido fundados en los años que siguieron a la Segunda Guerra Mundial y que hacia las décadas de 1960 y 1970 afrontaban dificultades de sucesión. Muchas de estas compañías carecían de una salida viable o atractiva para sus fundadores. Eran demasiado pequeñas para constituir una sociedad y los fundadores eran reticentes a venderlas a sus competidores. Estas características hacían a estas compañías potencialmente atractivas para un comprador financiero. En los años siguientes, los tres banqueros de Bear Stearns completarían una serie de adquisiciones incluyendo Stern Metals (1965), Incom (una división de Rockwood International, 1971), Cobblers Industries (1971), Boren Clay (1973) así como Thompson Wire, Eagle Motors y Barrows a través de su inversión en Stern Metals. A pesar de que realizaron un número de inversiones exitosas, la inversión de 27 millones de dólares en Cobblers terminó en bancarrota.
Hacia 1976, se habían generado tensiones entre Bear Stearns y Kohlberg. Kravis y Roberts se retiraron y luego formaron Kohlberg Kravis Roberts en aquel año. Más notable aún, el ejecutivo Cy Lewis de Bear Stearns rehusó repetidas propuestas para formar un fondo de inversión dentro Bear Stearns y Lewis objetó la cantidad de esfuerzo destinada en actividades exteriores. Entre los inversores tempranos estuvo la familia Hillman. Hacia 1978, con la revisión de las regulaciones ERISA, el naciente KKR tuvo éxito en recaudar su primer fondo institucional con aproximadamente 30 millones de dólares en compromisos de inversores.
Entretanto, en 1974, Thomas H. Lee fundó una empresa de inversión nueva centrada en la adquisición de compañías a través de comprar por parte de terceros, una de las primeras empresas independientes de capital privados, centrada en las compras de empresas más maduras por parte de terceros más que en la inversión de capital de riesgo en compañías en crecimiento. La empresa de Lee, Thomas H. Lee Partners, aunque con menos ruido que otras empresas de los años 1980, terminaría siendo una de las empresas de capital privado más grandes globalmente hacia fines de la década de 1990.
La segunda mitad de la década de 1970 y los primeros años de la década de 1980 vieron la aparición de varias empresas de capital privado que sobrevivirían a través de varios ciclos tanto en el negocio de las compras por parte de terceros como del capital de riesgo. Entre las empresas fundadas durante estos años se cuentan:
- Cinven, una empresa europea de adquisiciones, fundada en 1977;
- Forstmann Litte & Company, una de las más grandes empresas de capital privado a fines de la década de 1990, fundada en 1978 por Ted Forstmann, Nick Forstmann y Brian Little;
- Clayton, Dubilier & Rice fundada como Clayton & Dubilier en 1978;
- Welsh, Carson, Anderson & Stowe, fundada por Pat Welsh, Russ Carson, Bruce Anderson y Richard Stowe en 1979;
- Candover, una de las primeras empresas europeas de adquisiciones, fundada en 1980; y
- GTCR y Thoma Cressey (Golder, Thoma & Cressey, más tarde Golder, Thoma, Cressey & Rauner) fundada en 1980 por Stanley Golder, quien construyó el programa de capital privado de la First Chicago Corp., que respaldó a Federal Expresa.

La Adquisición de directorio también apareció a fines de la década de 1970 y comienzos de la década de 1980. Una de las primeras y más notables transacciones de adquisición de directorio fue la compra de Harley-Davidson. Un grupo de directores de Harley-Davidson, el fabricante de motocicletas, compró la compañía a AMF en una compra por parte de terceros 1981. pero acumuló grandes pérdidas al año siguiente y tuvo que pedir protección de competidores japoneses.

### Cambios en las regulaciones y los impuestos impactan elboom
El advenimiento del boom en compras por parte de terceros en la década de 1980 se mantuvo por tres acontecimientos legales y regulatorios importantes:
- Fracaso del plan de impuestos de Carter en 1977 - En su primer año de gobierno, Jimmy Carter impulsó una revisión al sistema de impuestos corporativos que tendría, entre otros resultados, reducir la disparidad en el tratamiento de los intereses a pagar a los tomadores de bonos y los dividendos pagados a los accionistas. Las propuestas de Carter no consiguieron apoyo de la comunidad empresarial ni del Congreso y no fue aprobada. Debido al tratamiento de impuestos diferente, el uso de apalancamiento para reducir los impuestos era popular entre inversores de capital privado y devendría cada vez más popular con la reducción de la alícuota del impuesto a los beneficios de capital.[26]
- Acta de seguridad de Ingresos de la Jubilación de los empleados de 1974 (ERISA) - Con la aprobación de ERISA en 1974, se prohibió a los fondos de pensiones corporativos invertir en ciertas inversiones arriesgadas que incluían muchas inversiones en empresas privado. En 1975, la captación de fondos para inversiones de capital privada fue aniquilada. Según el Instituto de Capital de Riesgo, se invirtieron sólo 10 millones de dólares durante el curso del año. En 1978 el Departamento de Trabajo de los EE. UU. relajó algunas de las restricciones del ERISA, bajo el "regla del hombre prudente", permitiendo así a los fondos de pensiones corporativos invertir en capital privada resultando en una fuente importante de capital disponible para invertir invertir en capital de riesgoy otros capitales privados.[27] Time informó en 1978 que la captación de fondos había aumentado de 39 millones de dólares en 1977 a 570 millones sólo un año más tarde.[28] Además, muchos de estos inversores de pensión corporativos devendrían compradores de activos de los bonos basura de alto rendimiento que eran necesarios para completar las transacciones por cuenta de terceros.
- Acto del Impuesto del repunte económico de 1981 (ERTA) - El 15 de agosto de 1981 Ronald Reagan promulgó el Kemp-Roth bill, oficialmente conocido como el Acta del Impuesto del Repunte económico de 1981, bajando del impuesto a los beneficios capital de 28 a 20 por ciento, haciendo aún más atractivas a las inversiones de riesgo alto.

En los años que seguieron a estos acontecimientos, el capital privado experimentaría su primer boom importante, adquiriendo algunas marcas famosas y grandes poderes industriales del mercado estadounidense.

## La primera equidad privada bum (1982 a 1993)
La década de 1980 está quizás más estrechamente asociada con la compra apalancada que cualquier década anterior o posterior. Por primera vez, el público se dio cuenta de la capacidad del capital privado para afectar a las principales empresas y los "asaltantes corporativos" y las "adquisiciones hostiles" entraron en la conciencia pública. La década vería uno de los mayores auges en el capital privado que culminaría en la compra apalancada de 1989 de RJR Nabisco, que reinaría como la mayor transacción de compra apalancada durante casi 17 años. En 1980, la industria de capital privado recaudaría aproximadamente $2.4 mil millones de compromisos anuales de los inversores y, para fines de la década, en 1989, esa cifra se situó en $21.9 mil millones, lo que marca el tremendo crecimiento experimentado.